# 의유당일기
《의유당일기》(意幽堂日記)는 조선 순조 때 판관(判官)의 아내 의유당이 쓴 한글기행문으로, 1829년 그의 남편이 함흥판관으로 부임할 때 같이 가서 그 부근의 명승고적을 탐승하여 지은 기행·전기·번역 등을 합편한 문집이다. 원명은 《의유당관북유람일기》(意幽堂關北遊覽日記)이다.
〈낙민루(樂民樓)〉〈북산루(北山樓)〉〈동명일기(東溟日記)〉〈춘일소흥〉〈영명사득월루상량문〉 등이 실려 있으며, 그 중 〈동명일기〉가 가장 우수하다. 적절한 묘사, 참신한 어휘력구사, 순수한 한국어의 표현을 통하여 수필문학의 새로운 경지를 개척한 작품집으로 국문학적으로 의의가 크다.